# Disco embrionario bilaminar

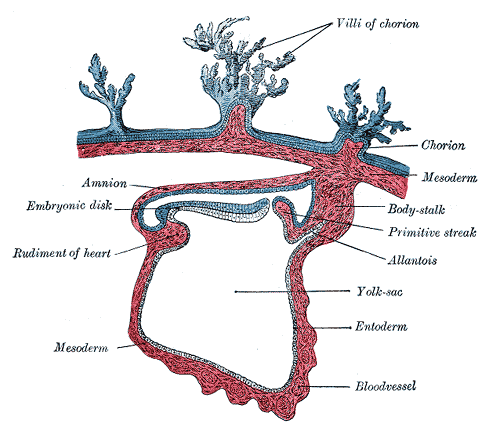
Disco embrionaro en relación a el resto de las estructuras relevantes.

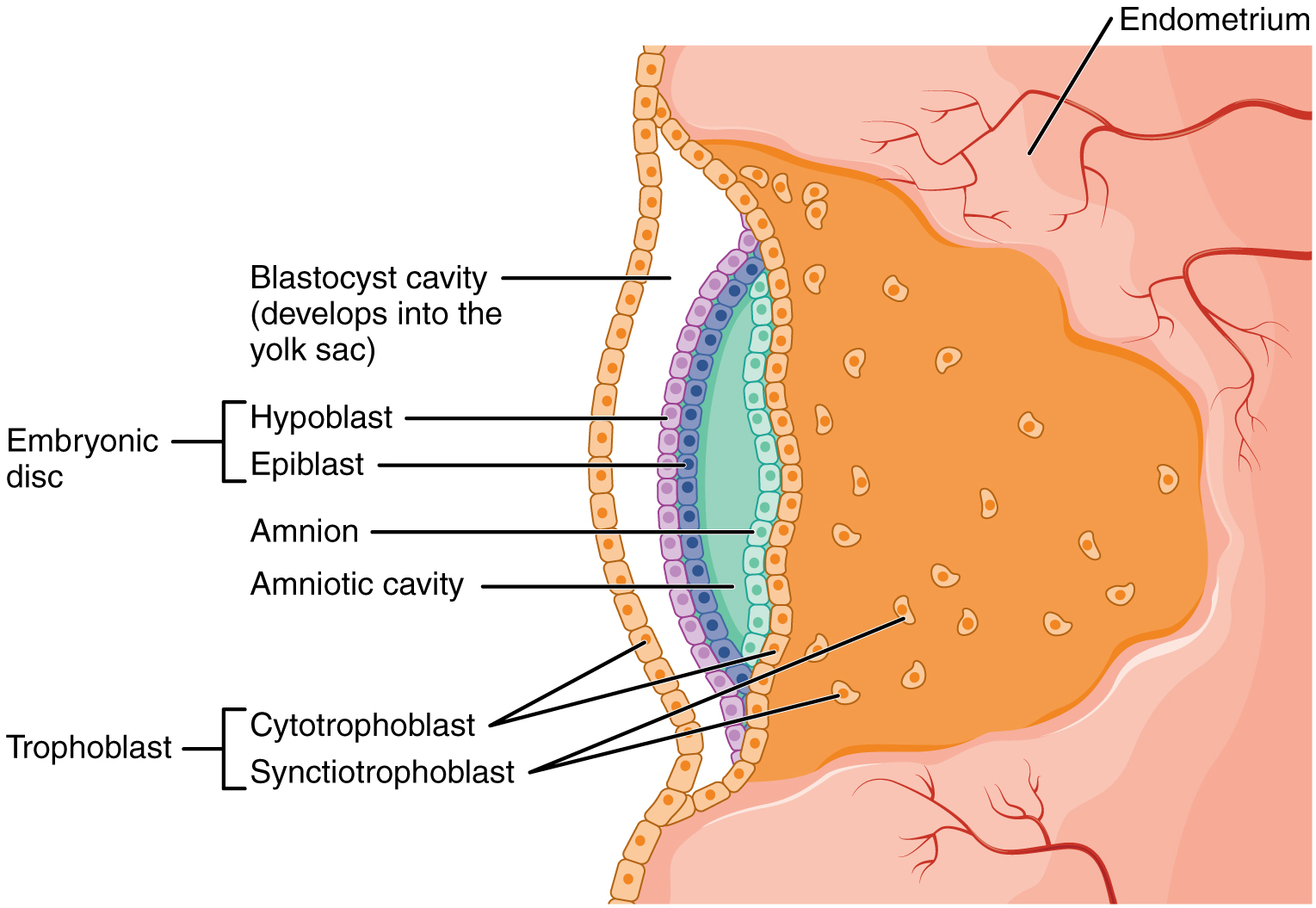
Octavio día de desarrollo embrionario. Disco bilaminar durante el proceso de implantación en el endometrio.

El disco embrionario bilaminar, blastodermo bilaminar o disco bilaminar es la estructura que se forma a partir de dos capas celulares distintas durante el desarrollo inicial de un embrión . En el desarrollo del embrión humano, esto ocurre alrededor del octavo día. Se forma cuando la masa celular interna o embrioblasto forma un disco bilaminar de dos capas celulares distintas entre sí: una superior llamada epiblasto (ectodermo primitivo) y una inferior llamada hipoblasto (endodermo primitivo). Estas dos estructuras se continúan desarrollando durante la gesta y eventualmente se convierten en el feto y en estructuras extraembrionarias. El disco bilaminar se encuentra entre dos cavidades llenas de líquido: el saco vitelino primitivo y el saco amniótico .
El epiblasto se encuentra junto al trofoblasto y está compuesto por células epiteliales (epitelio columnar pseudoestratificado). El hipoblasto se encuentra junto al blastocele, está compuesto por células cuboidales. Mientras las dos capas se diferencían, se forma también una membrana basal entre ellas. Esta distinción de capas en el disco bilaminar define el eje dorsoventral primitivo y la polaridad en la embriogénesis . 
El epiblasto se aleja del trofoblasto y forma la cavidad amniótica, cuyo revestimiento se forma a partir de amnioblastos desarrollados a partir del epiblasto. El hipoblasto es empujado hacia abajo y forma el revestimiento del saco vitelino. Algunas células del hipoblasto migran a lo largo del revestimiento interno del citotrofoblasto del blastocele, secretando una matriz extracelular. Estas células y la matriz extracelular forman la membrana de Heuser (o membrana exocelómica) y cubren el blastocele para formar el saco vitelino (o cavidad exocelómica). Las células del hipoblasto migran a lo largo de los bordes externos de este retículo y forman el mesodermo extraembrionario; esto altera el retículo extraembrionario. Las alteraciones al retículo extraembrionario se convierten posteriormente en la cavidad coriónica.

## Formación inicial
El cigoto unicelular, una célula eucariota formada por un evento de fertilización entre dos gametos al inicio del desarrollo embrionario, sufre una segmentación por mitosis a medida que viaja a través de la trompa de Falopio hacia el útero . El cigoto experimenta una división celular para formar duplicar el número de células hasta llegar a 16 células (normalmente durante el cuatro día después de la fertilización), y se convierte en una aglomeración de células llamada mórula . Durante estas divisiones celulares, el cigoto permanece del mismo tamaño, pero el número de células aumenta. La mórula entra en el útero después de tres o cuatro días, durante los cuales se forma una cavidad, llamada blastocele, para producir el blastocisto .  Una vez que se forma el blastocisto, experimenta una implantación en el endometrio. Durante la implantación, el blastocisto, que contiene la masa celular interna, experimenta una diferenciación celular y se convierte en las dos capas del disco embrionario bilaminar. Una de ellas es el epiblasto, también conocido como ectodermo primitivo. El epiblasto es la capa externa del disco embrionario bilaminar y está compuesto por células columnares. El hipoblasto, también conocido como endodermo primitivo, es la capa interna, la más cercana al endometrio, compuesta por células cuboidales. Las estructuras relacionadas al epiblasto eventualmente formarán al embrión, mientras que las estructuras relacionadas el hipoblasto se convertirán en las membranas fetales (membranas extraembrionarias). El blastocisto sirve como fuente de nutrientes para las células en crecimiento mediante la difusión de el líquido circundante.

## Formación del saco amniótico
A partir del octavo día, el saco amniótico es la primera cavidad nueva que se forma durante la segunda semana de desarrollo.  Existe una acumulación de líquido entre el epiblasto y el hipoblasto, lo que divide el epiblasto en dos partes. La capa del polo embrionario crece alrededor del saco amniótico, creando una barrera contra el citotrofoblasto . Esto se conoce como amnios, una de las cuatro membranas fetales, y las células que lo componen se denominan amnioblastos.  Aunque el saco amniótico es inicialmente más pequeño que el blastocisto, aumenta de tamaño hacia la octava semana hasta que el amnios envuelve por completo al embrión. 

## Formación del saco vitelino y del saco gestacional
El proceso de formación del saco gestacional (cavidad coriónica o celoma extraembrionario) y del saco vitelino (vesícula umbilical) aún es objeto de debate. La teoría principal plantea que la formación de las membranas del saco vitelino comienza con un aumento en la producción de células del hipoblasto, seguido de diferentes patrones de migración. Durante el día ocho, la primera porción de células del hipoblasto inicia su migración y forma lo que se conoce como saco vitelino primario, o membrana de Heuser (membrana exocelómica). Para el día 12, el saco vitelino primario ha sido desmantelado por un nuevo grupo de células del hipoblasto migrantes que ahora contribuyen a la formación del saco vitelino definitivo. 
Mientras se forma el saco vitelino primario, células del mesodermo extraembrionario migran hacia la cavidad del blastocisto y la llenan con células. Cuando el mesodermo extraembrionario se separa en dos porciones, surge un nuevo espacio llamado saco gestacional. Esta nueva cavidad es responsable de separar el embrión, su amnios y saco vitelino, de la pared lejana del blastocisto, que ahora se llama corion . Cuando el mesodermo extraembrionario se divide en dos capas, el amnios, el saco vitelino y el corion también se convierten en estructuras de doble capa. El amnios y el corion están compuestos de ectodermo y mesodermo extraembrionarios, mientras que el saco vitelino está compuesto de endodermo y mesodermo extraembrionario. Para el día 13, el tallo conector, una porción densa de mesodermo extraembrionario, fija el disco embrionario en el saco gestacional. 

### Saco vitelino durante el desarrollo
Al igual que el amnios, el saco vitelino es una membrana fetal que rodea una cavidad. La formación del saco vitelino definitivo ocurre después de que el mesodermo extraembrionario se divide, y se convierte en una estructura de doble capa con endodermo derivado del hipoblasto en el interior y mesodermo que rodea el exterior. El saco vitelino definitivo contribuye en gran medida al embrión durante la cuarta semana de desarrollo y ejecuta funciones críticas para el embrión. Una de las cuales es la formación de sangre o hematopoyesis . Además, las células germinales primordiales se encuentran primero en la pared del saco vitelino antes de la migración de células germinales primordiales . Después de la cuarta semana de desarrollo, el disco embrionario en crecimiento se vuelve mucho más grande que el saco vitelino y finalmente involuciona antes del nacimiento. Rara vez, el saco vitelino puede persistir como el conducto vitelino y causar una bolsa congénita del tracto digestivo llamada divertículo de Meckel . 

## Células del epiblasto durante la gastrulación
En la tercera semana de gestación, comienza la gastrulación con la formación de la línea primitiva .  La gastrulación ocurre cuando las células madre pluripotentes se diferencian en las tres capas de células germinales: ectodermo, mesodermo y endodermo .  Durante la gastrulación, las células del epiblasto migran hacia la línea primitiva, entran en ella y luego se separan de ella a través de un proceso llamado ingresión . 

### Desarrollo definitivo del endodermo
Durante el día 16, las células del epiblasto próximas a la línea primitiva experimentan una transformación epitelio-mesenquimal al penetrar a través de ella. La primera oleada de células del epiblasto reemplaza al hipoblasto, que es reemplazado lentamente por nuevas células que posteriormente formarán el endodermo definitivo. El endodermo definitivo es el origen embrionario del revestimiento del intestino y otras estructuras gastrointestinales asociadas. 

### Desarrollo del mesodermo intraembrionario
También a partir del día 16, algunas de las células del epiblasto que ingresan en la línea primitiva se dirigen hacia la zona entre el epiblasto y el endodermo definitivo. Esta capa de células se conoce como mesodermo intraembrionario. Tras la migración bilateral de las células desde la línea primitiva y su maduración, se producen cuatro divisiones adicionales del mesodermo intraembrionario: mesodermo cardiogénico, mesodermo paraxial, mesodermo intermedio y mesodermo de la placa lateral . 

### Desarrollo del ectodermo
Tras completarse la formación definitiva del endodermo y el mesodermo intraembrionario, las células del epiblasto restantes no ingresan a través de la línea primitiva, sino que permanecen en el exterior y forman el ectodermo. El ectodermo se convierte en la placa neural y el ectodermo superficial . Debido a que el embrión se desarrolla de manera cefalocaudal, la formación del ectodermo no es uniforme durante el desarrollo. La porción inferior de la línea primitiva aún tendrá células del epiblasto que ingresan para formar el mesodermo intraembrionario, mientras que en la porción superior ya han dejado de hacerlo.